# Секс в іншому місті: Покоління Q
«Секс в іншому місті: Покоління Q» (англ. The L Word: Generation Q) — американський драматичний телесеріал виробництва Showtime, прем'єра якого відбулася 8 грудня 2019 року. Серіал є продовженням телешоу «Секс в іншому місті», яке транслювалося на Showtime у 2004—2009 роках. Подібно до свого попередника, цей серіал розповідає про життя групи друзів-квірів, які живуть у Лос-Анджелесі, Каліфорнія.
Перший показ серіалу відбувся 9 грудня 2019 року в House of Pride, одночасно із випуском у США. У січні 2020 року Showtime продовжив серіал на другий сезон, прем'єра якого відбулася 8 серпня 2021 року. У лютому 2022 року серіал було продовжено на третій сезон, прем'єра якого відбулася 20 листопада 2022 року. У березні 2023 року, після трьох сезонів, серіал було скасовано. У квітні 2023 року було оголошено, що серіал видалено з платформ Showtime.

## Синопсис
У центрі серіалу — група різноманітних квір-персонажів, які переживають кохання, розлучення, сексуальні стосунки, невдачі, особисте зростання та успіх у Лос-Анджелесі. Дія «Покоління Q» розгортається через десять років після «Сексу в іншому місці» в новому мікрорайоні Сілвер-Лейк. До ансамблю нових різноманітних персонажів долучилося кілька акторів оригінального серіалу.

## Актори та персонажі

### Головний склад
- Дженніфер Білз — Бетт Портер-Кеннард, керуючий директор художньої галереї.
- Кетрін Менніг — Шейн Мак-Катчен, андрогінна сексуальна лесбійка, колишня перукарка, нині власниці гей-бару Dana's.
- Лейша Гейлі — Аліса П'єшекі, ведуча та авторка токшоу.
- Арієнн Манді — Дані Нуньєс, колишня PR-менеджер Бетт, генеральний директор Núñez Incorporated.
- Сепіде Моафі — Джіджі (Голнар) Горбані, дівчини Дані, колишньої дружини Ната Бейлі.
- Лео Шенг — Майка Лі, терапевт, який працює на Ната Бейлі, трансгендер, хлопець Марібель Суарес.
- Жаклін Тобоні — Сара Фінлі, виконавчий помічник з релігійної родини, раніше працювала на Алісу П'єшекі та мала роман із Софі.
- Розанні Заяс — Софі Суарес, телепродюсер шоу Аліси, колишня наречена Дані.
- Джордан Галл — Енджі (Анджеліка) Портер-Кеннард, дочка Бетт та Тіни Кеннард.
- Джеймі Клейтон — Тесс Ван Де Берг, бармен / менеджер Dana's.